# 卵巣摘出術
卵巣摘出術（らんそうてきしゅつじゅつ、英: Oophorectomy）、古くは卵巣切開術（らんそうせっかいじゅつ、英: Ovariotomy）とは、卵巣を外科的に摘出する外科的手技である。“Oophorectomy”の語はギリシア語: ᾠοφόρος, ōophóros（卵を持つ）と希: ἐκτομή, ektomḗ（切り離す）に由来する。主にヒト以外の動物、例えば実験動物からの卵巣の外科的摘出には、英: Ovariectomy の用語が用いられる。獣医学では卵巣と子宮の摘出は卵巣子宮摘出術（卵巣除去手術）と呼ばれ、不妊手術の一種である。
卵巣部分切除術は卵巣嚢腫の摘出や卵巣の一部切除など、様々な手術を指す際に用いられる用語である。この種の手術は妊孕性を温存するものであるが、卵巣不全は比較的頻繁に発生する。卵巣摘出術の長期的なリスクや結果の殆どは、部分切除術では生じないか、部分的にしか生じない。
ヒトにおいて卵巣摘出術は、卵巣嚢胞や卵巣癌などの疾患の治療として、卵巣癌や乳癌の発症リスクの低減処置として、あるいは子宮摘出術と併せて行われることが殆どである。1890年代には卵巣摘出術が月経痛、腰痛、頭痛、慢性咳嗽を治癒できると信じられていたが、これらの疾患に効果があるという証拠は存在しなかった。
卵巣摘出手術は、一部の女性性犯罪者を罰する去勢の一環として行われている。

## 適応
両側卵巣摘出術の87%は子宮切除術と同時に施行される。対照的に片側卵巣摘出術の73%は嚢胞、子宮内膜症、良性腫瘍、炎症などの治療として行われ、子宮摘出術と併用されることは少ない（61％）。
その他には、高リスクのBRCA 遺伝子変異保持者や頻繁に卵巣嚢胞を伴う子宮内膜症の女性など、卵巣癌のリスクが大幅に上昇するいくつかの女性グループの治療に適応される。
両側卵巣摘出術は伝統的に、卵巣がん予防の利益が卵巣摘出に伴うリスクを上回ると信じられて行われてきた。しかし現在では、合理的な医学的適応のない予防的卵巣摘出術は長期生存率を大幅に低下させ、閉経後の女性であっても健康と幸福に長期的に悪影響を及ぼすことが明らかになっている。
この手術は、女性性犯罪者に対する治療法として有望視されている。
トランスジェンダーやノンバイナリーに卵巣子宮摘出術を実施した場合の長期予後については研究が進んでいない。

### 癌予防
卵巣摘出術はBRCA 遺伝子変異陽性の高リスク患者の生存を有意に改善し、40歳前後の予防的卵巣摘出術は卵巣癌および乳癌のリスクを低下させ、有意かつ実質的な長期生存の利点を齎す。
高リスクのBRCA2 遺伝子変異を有する女性の場合、40歳前後での卵巣摘出術は生存に対して比較的緩やかなベネフィットを有するものの、乳癌および卵巣癌のリスク低下というプラス効果は副作用によってほぼ相殺される。卵巣摘出術が予防的乳房切除術と同時に実施された場合、生存率の利益はさらに大きくなる。
BRCA1/2 変異陽性集団における卵巣摘出術に関連する懸念と利点は、一般集団の場合とは異なる。リスクの高い集団では予防的リスク低減卵管卵巣切除術（Prophylactic risk-reducing salpingo-oophorectomy; RRSO）は考慮すべき重要な選択肢である。BRCA1/2 遺伝子変異陽性の女性が卵管卵巣摘出術を受けると、この手術を受けない同じ集団の女性よりも全死亡率が低くなる。更にRRSOは乳癌および卵巣癌による死亡率を減少させ、卵巣癌や初発乳癌の発症リスクも低くなる。特に乳癌の既往のないBRCA1 遺伝子変異保有者の卵巣癌リスクを70％減少させる。乳癌の既往のあるBRCA1 遺伝子変異保有者は85％のリスク低減が期待できる。乳癌の既往がない高リスク女性では、37％（BRCA1 遺伝子変異）および64％（BRCA2 遺伝子変異）の乳癌リスク低減の恩恵を受けることができる。これらの利点はBRCA1/2 変異陽性集団に特有のものであることは強調すべき重要な点である。

### 子宮内膜症
稀に子宮内膜症の治療として月経周期を消失させる目的で卵巣摘出術が用いられることがある。これにより既存の子宮内膜症の進行を抑制または消失させ、痛みを軽減することができる。子宮内膜症は子宮内膜の過剰増殖によって引き起こされるため、再発をさらに抑制または消失させる目的でしばしば子宮摘出術と併せて卵巣摘出術が行われる。
子宮内膜症に対する卵巣摘出術は生殖年齢の女性にとって深刻な副作用を伴うため、最終手段としてのみ用いられ、多くの場合子宮摘出術と併せて行われる。しかし卵巣温存術よりも成功率は高い。
卵巣部分切除術（卵巣全摘出術を伴わない卵巣嚢胞摘出術）は、非外科的ホルモン治療で嚢胞形成を阻止できない場合に、軽度の子宮内膜症の症例の治療によく用いられる。卵巣部分切除術による卵巣嚢胞の除去は、慢性的なホルモン関連の骨盤疾患による激しい骨盤痛の治療にも用いられる。

## 手技
卵巣と共に卵管を摘出する方法は卵管卵巣摘出術（英: Salpingo-oophorectomy）と呼ばれ、片方の卵巣・卵管を摘出する手術は片側卵管卵巣摘出術（英: unilateral salpingo-oophorectomy; USO）、両方を摘出する手術は両側卵管卵巣摘出術（英: bilateral salpingo-oophorectomy; BSO）と言われる。卵巣摘出術と卵管卵巣摘出術はヒトの避妊法としては一般的ではなく、通常は卵管結紮術（卵管は閉塞するが卵巣はそのまま）が実施される。
多くの場合、卵巣摘出は子宮摘出と同時に行われる。女性の生殖器系全体（卵巣、卵管、子宮）を摘出する正式な医学用語は「両側卵管卵巣摘出術を伴う腹式子宮全摘出術」（英: total abdominal hysterectomy with bilateral salpingo-oophorectomy; TAH-BSO）であり、よりカジュアルには「卵巣子宮摘出術」（英: ovariohysterectomy）である。
片側卵巣摘出術：良性腫瘍や一側性の卵巣疾患で、若年者の卵巣機能を温存する場合に行われる。
両側卵巣摘出術：卵巣癌の治療や癌リスク低減目的（BRCA 遺伝子変異を有する者など）で施行される。
両側卵管卵巣摘出術（BSO）: 卵巣癌、卵管癌、癌リスク低減目的などで広く用いられる。
従来は開腹手術であったが腹腔鏡技術の発展に伴って腹腔鏡下手術が施行されるようになった。更に腹腔鏡下でロボット支援手術が導入され、複雑で精緻な操作が可能となってきている。経腟的に（子宮と同時に）卵巣を摘出する術式は経腟的卵巣摘出術（vNOTESなど）と呼ばれる。

## リスクと副作用

### 手術のリスク
卵巣摘出術は腹腔内手術であり、手術に直接起因する重篤な合併症は稀である。子宮摘出術と併用する場合、腟式子宮卵巣摘出術の方が合併症発生の可能性が大幅に低くなるため、手術手技の選択に影響する。
開腹による付属器手術では、癒着性小腸閉塞の発生率が高くなる（24%）。
まれな合併症として、卵巣堤靭帯付近の尿管損傷が発生する。

### 長期的な影響
卵巣摘出術は主に手術によるホルモンの影響に起因する深刻な長期的影響を伴い、閉経後も長く続く。報告されているリスクや副作用には、早逝、心血管系疾患、認知障害や認知症、パーキンソン症候群、骨粗鬆症や骨折、心理的幸福度の低下、性機能の低下などがある。ホルモン補充療法が必ずしも副作用を軽減するとは限らない。

### 死亡率
卵巣摘出術は、高リスクのBRCA 遺伝子変異保有者に対して癌予防のために行われた場合を除き、全死因長期死亡率の有意な上昇と関連している。この影響は、45歳未満で卵巣摘出術を受けた女性で特に顕著であるが、閉経前に卵巣摘出術を受けた女性に限られたものではなく、65歳までに手術を受けた女性にも生存率への影響が見込まれる。50～54歳での手術は80歳までの生存率を8%（62%から54%へ）低下させ、55～59歳での手術は4%低下させる。この影響の大部分は、心血管リスクの増加と股関節骨折によるものである。
卵巣摘出は更年期障害に類似したホルモン変化と症状を引き起こすが、一般的には更年期障害よりも症状が重い。卵巣摘出術を受けた女性には、更年期障害に伴う他の症状を予防するためホルモン補充薬の服用が推奨される。45歳未満で予防的両卵巣摘出術を受けた女性は、卵巣を温存した女性に比べて死亡リスクが170%高まる。子宮摘出術の際に卵巣を温存すると、長期生存率が向上する。また45歳以前に卵巣摘出術を受けた女性に対するホルモン療法は、長期予後と全生存率を改善する。

### 閉経への影響
両側卵巣摘出手術を受けた女性は、エストロゲンとプロゲステロンを産生する能力の殆どを失い、テストステロンを産生する能力の約半分を失って「外科的閉経」と呼ばれる状態に入る。これは加齢に伴い自然に女性に起こる通常の「閉経」とは対比的である。自然閉経では卵巣は閉経後も通常低レベルのホルモン（特にアンドロゲン）を産生し続けるので、外科的閉経でホルモン産生が断絶して突発的で重篤な症状を伴い、その症状が自然閉経年齢まで続くことがある理由の一つであると思われる。このような症状には一般的に、エストロゲン、テストステロン、プロゲステロン、またはその組み合わせを用いたホルモン療法が行われる。

### 心血管系リスク
卵巣を摘出すると、女性の心血管疾患リスクは7倍に高まるが、そのメカニズムは正確には解明されていない。卵巣におけるホルモン産生は現在のところ薬物療法では充分に模倣できない。卵巣は複雑な内分泌系に反応しまたその一部として、女性が生涯を通じて必要とするホルモンを、必要な量必要な時に産生する。

### 骨粗鬆症
卵巣摘出術は骨粗鬆症や骨折のリスク増加と関連している 。閉経後に卵巣摘出術を受ける場合の潜在的なリスクは完全には解明されていない。女性におけるテストステロン値の低下は、骨密度の低下に起因する身長低下の予測因子となる。卵巣摘出術を受けた50歳未満の女性では、急激なホルモン減少による若年性骨粗鬆症などの悪影響や自然閉経期の女性よりも深刻なほてりなどの更年期障害を軽減するために、ホルモン補充療法（HRT）がしばしば用いられる。

### 性的活動への影響
卵巣摘出術は性機能を著しく損なう。卵巣摘出術と子宮摘出術の両方を受けた女性では、侵襲性の低い手術（子宮摘出術のみ、またはそれに代わる手術）を受けた女性に比べて、性欲減退、性的興奮困難、膣乾燥を報告する割合が大幅に多く、ホルモン補充療法ではこれらの症状の改善は認められなかった。加えて卵巣摘出術は、女性の性欲増進に関連するテストステロン値を大幅に低下させる。しかし少なくとも1件の研究では、人間関係の満足度などの心理学的要因が卵巣摘出術後の性行為の最良の予測因子であることが示されている。卵巣摘出後も性交は可能であり、性交は続けることができる。良性および悪性の状態を経験した女性のための選択肢として再建手術が考えられる:1020–1348。

## 実施件数
2022年4月～2023年3月に日本で実施された卵巣摘出術は、良性卵巣腫瘍に対する卵巣部分切除術は44,887件、卵巣・子宮附属器の悪性腫瘍に対する摘出術は57,339件であった。また米国疾病予防管理センターによると、2004年に卵巣摘出術を受けた患者は454,000名であった。

## 歴史
この種の手術の最初の成功例は、1817年にフィラデルフィアの『Eclectic Repertory and Analytic Review』誌に掲載された。ケンタッキー州の外科医エフライム・マクドウェル（1771-1830）によるもので、彼は「卵巣切開術の父」と呼ばれた。